# Merlyn Rees

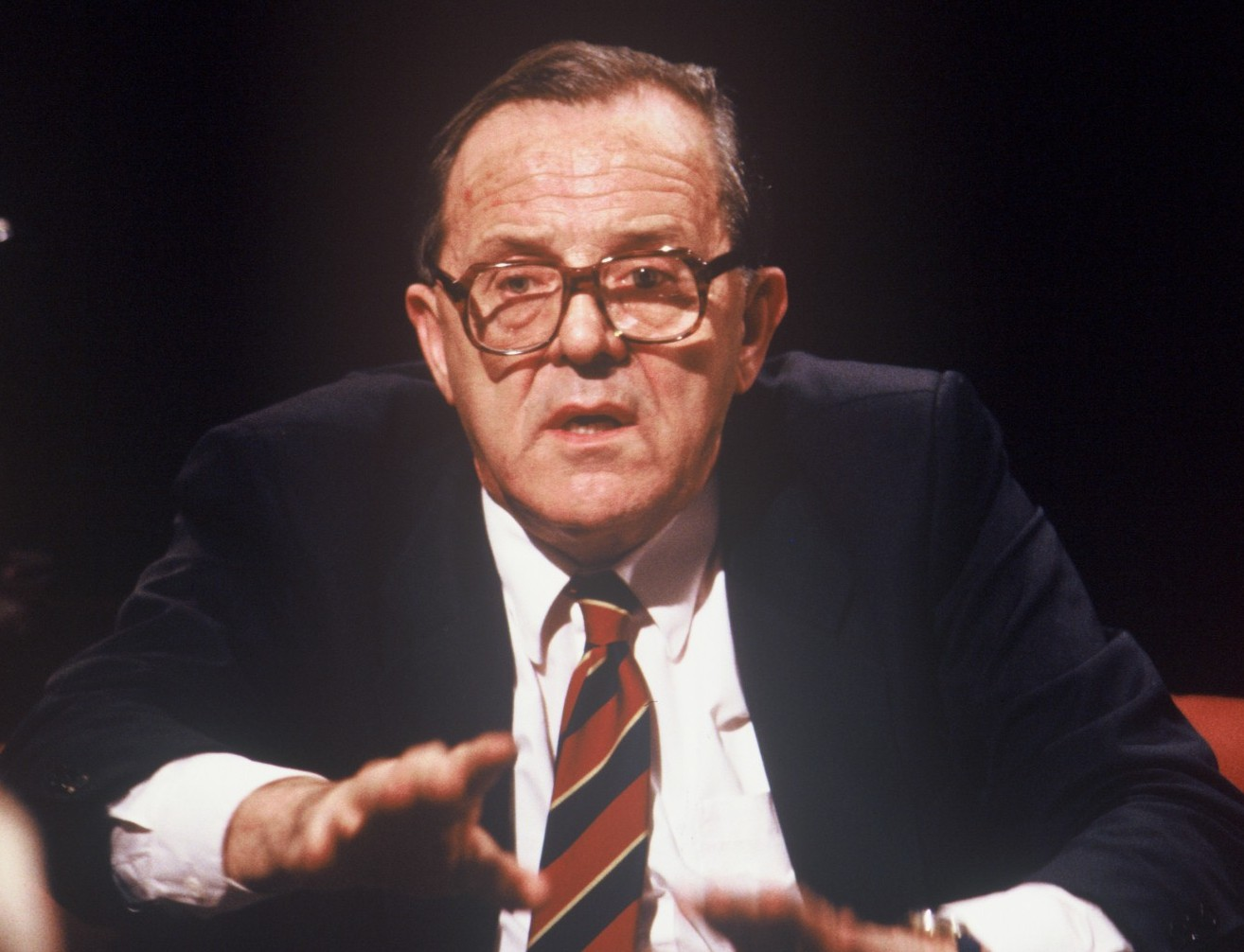
Merlyn Rees, 1988

Merlyn Rees (* 18. Dezember 1920 in Cilfynydd bei Pontypridd, South Wales; † 5. Januar 2006 in London), später Merlyn Merlyn-Rees, Baron Merlyn-Rees, PC, war von 1963 bis 1992 für die Labour-Partei Mitglied des britischen Parlaments.

## Leben
Rees besuchte das Goldsmiths College, die London School of Economics sowie das Institute of Education und die University of London.
Er war von 1949 bis 1960 Lehrer an seiner alten Schule in Harrow und unterrichtete dort Volkswirtschaft sowie Geschichte. Rees war vom März 1974 bis September 1976 Staatssekretär für Nordirland. Vom 10. September 1976 bis 4. Mai 1979 war Rees britischer Innenminister. 1992 wurde er zu einem Life Peer als Baron Merlyn-Rees, of Morley und South Leeds im County of West Yorkshire und of Cilfynydd im County of Mid Glamorgan ernannt.
In seinem Buch Nordirland: eine persönliche Perspektive schrieb er über seine Ansichten über Nordirland.
Er war Präsident der Video Standards Council und Kanzler der University of Glamorgan.
Er starb 2006 nach mehreren Schlaganfällen im Alter von 85 Jahren.